# Heinrich Sallentien

Heinrich Sallentien (1825–1897), Foto

Karl Heinrich Ludwig Eduard Sallentien (* 12. Mai 1825 in Braunschweig; † 3. Februar 1897 in Wolfenbüttel) war ein deutscher evangelisch-lutherischer Theologe.

## Leben
Heinrich Sallentien wurde 1825 in Braunschweig geboren. Seine Eltern waren der Braunschweiger Pastor Karl Ludwig Ferdinand Sallentien († 1848) und dessen aus einer Braunschweiger Kaufmannsfamilie stammende Ehefrau Friederike Charlotte, geb. Witting. Er ging auf das Gymnasium in Braunschweig. Er studierte von 1844 bis 1848 Evangelische Theologie in Jena und Halle (Saale). Zu seinen akademischen Lehrern zählten in Jena Karl Hase und in Halle Julius Müller und August Tholuck. Während seines Studiums in Jena wurde er 1844/45 Mitglied der Burschenschaft auf dem Fürstenkeller. Er legte im September 1848 in Braunschweig die erste theologische Prüfung ab und arbeitete anschließend als Lehrer an einer Erziehungsanstalt und mehrere Jahre als Hauslehrer. So war er Erzieher der beiden Söhne des Freiherrn von Minnigerode und 1851 Erzieher des Erbgrafen zu Erbach-Schönberg.
Von 1858 bis 1860 war er Lehrer am Progymnasium in Braunschweig. Im Februar 1860 bestand Sallentien die zweite theologische Prüfung. Er wurde im Mai 1860 Mitglied des Predigerseminars in Wolfenbüttel und erhielt im Mai 1863 seine erste Pfarrstelle in Blankenburg (Harz). Als Pastoradjunkt an der dortigen Stadtpfarre war er gleichzeitig Leiter der dortigen Bürgerschulen. Im Herbst 1870 wurde er Pastor in Groß-Vahlberg und Bansleben. Am 7. Mai 1875 berief ihn Herzog Wilhelm als Konsistorialrat nach Wolfenbüttel. Dort wurde er 1880 zum Generalsuperintendenten und 1890 zum Konsistorialvizepräsidenten ernannt, womit er der ranghöchste Geistliche der braunschweigischen Landeskirche wurde. Im Jahr 1881 wurde ihm die Würde eines Abtes des Klosters Mariental verliehen. Die Universität Rostock zeichnete ihn 1884 mit der theologischen Ehrendoktorwürde aus. Sallentien stand ab 1890 der Eisenacher Kirchenkonferenz, wie bereits sein Vorgänger Ludwig Ernesti, wiederholt als Präsident vor. Er war von 1891 bis 1894 Mitglied der Landesversammlung.
Sallentien war seit dem 19. Oktober 1864 mit Elisabeth Maenß (1844–1916), Tochter des Predigers Maenß in Hohendodeleben, verheiratet. Der Ehe entstammen neun Kinder, darunter Viktor Sallentien (* 1885), späterer Direktor der Stadtbibliothek Duisburg. Heinrich Sallentien starb im Februar 1897 im Alter von 71 Jahren in Wolfenbüttel.
Sallentien hatte maßgeblichen Einfluss auf die braunschweigische Landeskirche, wobei er als Vertreter des konfessionellen Luthertums galt. Ebenso prägend war sein Einfluss auf die Kollegiaten des Wolfenbütteler Predigerseminars, dem er 22 Jahre lang vorstand. Er machte sich um die Neuordnung der Agende verdient und durch die Reformen der theologischen Prüfungen. Sallentien war Förderer der Anstalten der Inneren Mission.